# Бад-Ріппольдзау-Шапбах
Бад-Ріппольдзау-Шапбах (нім. Bad Rippoldsau-Schapbach) — громада в Німеччині, знаходиться в землі Баден-Вюртемберг. Підпорядковується адміністративному округу Карлсруе. Входить до складу району Фройденштадт.
Площа — 73,14 км2. Населення становить 2058 ос. (станом на 31 грудня 2020).